# Vreni Hubmann

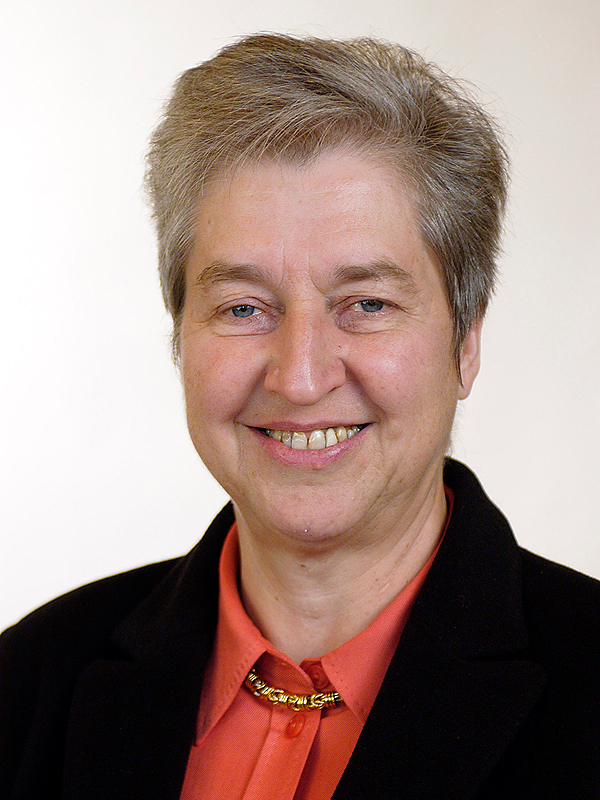
Vreni Hubmann (2007)

Vreni Hubmann (bürgerlich Verena Hubmann) (* 15. Mai 1944 in Kreuzlingen, Schweiz; heimatberechtigt Bichelsee-Balterswil und Zürich) ist eine ehemalige Schweizer Lehrerin und Politikerin (SP).

## Leben
Vreni Hubmann wuchs mit ihren drei älteren Geschwistern in Kreuzlingen auf. Sie ging in Kreuzlingen auf das Seminar. Anschliessend studierte sie Sprache an der Universität Zürich, in Florenz und in Sorbonne in Paris. Durch das Interesse an den Positionen der 68er-Bewegung studierte sie am Institut d’études politiques de Paris. Ab 1974 lehrte sie Französisch und Italienisch an der Kantonsschule Rämibühl und studierte gleichzeitig an der Universität Zürich Rechtswissenschaften. 1976 wurde sie als erste Frau zur Hauptlehrerin am Gymnasium Rämibühl gewählt. Sie promovierte in Rechtswissenschaften 1990. 2009 wurde Hubmann pensioniert. Sie lebt in Zürich.

## Politik
1977 trat Hubmann der Sektion Kreis 4 der SP Stadt Zürich bei. Von 1982 bis 1995 vertrat sie den Kreis 4 im Gemeinderat der Stadt Zürich und war 1990 bis 1991 Gemeinderatspräsidentin. 1991 bis 1995 war sie Präsidentin des Gewerkschaftsbundes der Stadt Zürich. 1994 kandidierte Hubmann für den Stadtrat. 1995 wurde sie in den Nationalrat gewählt. Sie war während ihrer gesamten Amtszeit Mitglied der Staatspolitischen Kommission und präsidierte diese 1999 bis 2001. 2002 wurde sie zusätzlich Mitglied der Kommission für  Rechtsfragen und 2003 der Begnadigungs- und Rehabilitierungskommission. Bei den Schweizer Parlamentswahlen 2007 wurde sie nicht mehr bestätigt. Ihre Schwerpunkte als Nationalrätin lagen bei sozialpolitischen Fragen, Patientenrechten und bei der Asyl- und Ausländerpolitik.
Ehrenamtlich ist sie seit 2005 im Vorstand der Schweizerischen Fachstelle für Adoption; seit 2007 im Vorstand der Patientenstelle Zürich; seit 2009 Co-Präsidentin bei der Vereinigung aktiver Senioren- und Selbsthilfe-Organisationen der Schweiz (VASOS) und seit 2010 Stiftungsrätin von Seniorweb Schweiz, sowie im Vorstand des Vereins Integriertes Wohnen für Behinderte.